# Marcel Cerdan
Marcel Cerdan, född 22 juli 1916 i Sidi Bel-Abbès, Algeriet, död 28 oktober 1949 i en flygolycka på Azorerna, var en fransk proffsboxare. Han var världsmästare i mellanvikt 1948–1949. 
Cerdan anses av många boxningsexperter som den bästa europeiska proffsboxaren genom tiderna. Han blev världsmästare 21 september 1948 genom att knocka den regerande mästaren Tony Zale i 12:e ronden. Cerdan förlorade titeln 1949 till Jake LaMotta då han tvingades ge upp efter rond 10, eftersom hans arm gått ur led.
På väg till en returmatch med LaMotta störtade flygplanet som Cerdan färdades i och samtliga ombord omkom. Cerdans slutliga matchstatistik omfattade 106 segrar (varav 61 på K.O.) och 4 förluster.
Den gifte trebarnsfadern Cerdan hade ett utomäktenskapligt förhållande med sångerskan Édith Piaf. Marcel Cerdans och Edith Piafs förhållande har skildrats i en film, Edith et Marcel (1983) av Claude Lelouch, där Cerdans son Marcel Cerdan Jr spelar sin far.